# Pauesia inouyei
Pauesia inouyei är en stekelart som först beskrevs av Watanabe 1941.  Pauesia inouyei ingår i släktet Pauesia och familjen bracksteklar. Inga underarter finns listade i Catalogue of Life.